# ソルターゼ
ソルターゼ（Sortase）は、原核生物の酵素の一群の一つである。細胞表面タンパク質のC末端に位置する識別シグナルを認識してこれを切断し、表面タンパク質を改変する。ソルターゼはほぼ全てのグラム陰性菌と一部のグラム陽性菌（Shewanella putrefaciensなど）と一部の古細菌（Methanobacterium thermoautotrophicumなど）で確認されている。ソルターゼはアミノ酸配列の類似性から6つのクラス（A～F）に分類される。クラスAソルターゼは、とても広範な標的タンパク質への活性を示すためハウスキーピングソルターゼとも呼ばれる。その他のクラスは基質特異性の高いものが多く、様々な機能を持つクラスB、ピリンの性繊毛への組み立てを触媒するクラスC、胞子の形成にも重要な役割を果たすクラスDなどがあり、クラスEとFについては不明な点が多い。

## 反応
Staphylococcus aureus のソルターゼAは一種のペプチド転移酵素であり、表面タンパク質を細胞壁に結合させる。最もよく知られているソルターゼの基質となる識別シグナルは、LPXTGモチーフ（Leu-Pro-any-Thr-Gly）から、次いで疎水性の高い膜貫通タンパク質配列、最末端にはアルギニンといった塩基性残基の集まる配列からなる。切断はトレオニン残基とグリシン残基の間で起こり、ソルターゼの活性部位のシステイン残基を標的のトレオニン残基に一時的に結合させた後、表面タンパク質を細胞壁成分に共有結合させる。結果、トレオニンのカルボキシル基と細胞壁のペプチドグリカンのアミノ基との間にアミド結合が形成される。

## 機能
ソルターゼによって細胞壁の付着を触媒される基質タンパク質には各種酵素、ピリン、付着促進性表面糖タンパク質がある。これらのタンパク質は病原細菌による病原性、感染、およびコロニー形成に重大な役割を演じる。
表面タンパク質は、侵入した病原体と宿主組織との間の相互作用を促進させるだけでなく、宿主の免疫応答から病原体を回避させる。Staphylococcus aureus のソルターゼAの場合、細菌表面に免疫グロブリンを捕捉させ、宿主組織への侵入の間、細菌の存在を隠す。ソルターゼA遺伝子srtAを欠損したS. aureus 変異体はいくつかの表面タンパク質を係留させて細胞外に露出させることに失敗し、動物への感染能力を失う。ソルターゼは、分泌経路でシグナルペプチターゼによるシグナルペプチドの除去を受けた表面タンパク質に作用する。S. aureus ゲノムはソルターゼと分泌経路の酵素をそれぞれ2セットコードする。20種類もの表面タンパク質を扱うために進化した結果だと考えられている。
ソルターゼとの機能的アナログに外ソルターゼがあるが、アミノ酸配列などは全く異なる。

## 医療への利用
病原細菌において重要な酵素であるため、ソルターゼを標的とした抗生物質の開発が行われている。

## 構造
システインプロテアーゼの一種であるソルターゼは、MEROPSにおいてpeptidase family C60 (clan CL)に分類されている。ソルターゼは更に2つの下位分類としてC60AとC60Bに分けられる。

### 構造生物学への活用
ソルターゼのトランスプロテアーゼ活性は、構造生物学においてin vitroで融合タンパク質を作成するために利用される。目的のタンパク質のC末端に識別モチーフのLPXTGを付加させ、結合させたい別のタンパク質のN末端にオリゴグリシンモチーフを付加させる。この基質の混合液にソルターゼを添加すれば、目的の二つのタンパク質はペプチド結合を介して共有結合で繋がる。この反応は、NMR分析においてNMR不可視な可溶性タグを添付するために利用される。X線結晶構造解析において複合体の形成の促進にも使われる。